# 金伯莉·比勒尔
金伯莉·比勒尔（Kimberly Birrell，1998年4月29日—），澳大利亚女子网球运动员。比勒尔在ITF女子巡回赛拥有4个单打冠军和1个双打冠军。
比勒尔代表澳大利亚队参加比利·简·金杯（联合会杯）。

## 个人生活
比勒尔出生在德国杜塞尔多夫，父母都是澳大利亚人。父亲约翰（John），在她刚出生时在德国做网球教练。不久他们就迁到了澳大利亚维多利亚州的沃东加，最后在比勒尔3岁时定居在昆士兰州的黄金海岸，因为他父亲在帕特·卡什网球学院当网球总教练。比勒尔在4岁时开始打网球。2008年，她父亲开始管理皇后公园网球中心（Queens Park Tennis Centre）时，她把训练基地转移到这个俱乐部。这个俱乐部培养出世界排名前20的运动员，甚至大满贯冠军，比如伯纳德·托米奇和萨曼莎·斯托瑟。斯托瑟回到俱乐部联系时会和比勒尔一起训练。比勒尔在2015年毕业于库梅拉圣公会学院。

## 青少年时期
2011年7月，13岁的比勒尔开始参加ITF18岁以下青少年赛事。一年后，她在悉尼进入了她的第一个ITF青少年赛事决赛，并在三盘中战胜了帕梅拉·博亚诺夫（Pamela Boyanov）。在表现强劲的2012年赛季之后，她在2013年澳大利亚网球公开赛上首次亮相青少年大满贯赛事，当时她只有14岁，并被瑞典的瑞贝卡·皮特森直落两盘击败。在整个2013年，她进入了两个青少年赛事决赛。
她以非种子选手身份参加了2014年澳大利亚网球公开赛，并打到了半决赛。 在半决赛中，15岁的她被大她两岁的克罗地亚人亚娜·费特击败。她继续参加了整个2014年剩余的所有大满贯比赛，并达到了她的最高青少年世界排名18位。比勒尔在2015年参加了三项青少年大满贯比赛，但主要集中在职业女子巡回赛上。

## 职业生涯
2012年10月，14岁的比勒尔在本迪戈网球中心（Bendigo Tennis Centre）参加了她的第一次职业比赛。一年后，在她的家乡昆士兰州举行的一场比赛中，她获得了进入正赛的外卡，并以直落两盘的方式战胜了伊丽莎白·詹姆斯（Elizabeth James），获得了她的第一个职业排名积分。她在2013年赛季结束时的职业单打排名为847。
2014年，她收获了WTA巡回赛级别霍巴特国际赛的双打正赛外卡，这是她首次参加巡回赛级别赛事，她与同胞Olivia Tjandramulia合作在首轮输给了头号种子麗莎·雷蒙德和张帅组合。
2015年她拿到了霍巴特国际赛资格赛外卡，但是首轮输给了维塔利娅·季亚琴科。同时她也收获了她的首个大满贯正赛外卡，她与同胞韩天遇合作在首轮输给赛事5号种子拉克尔·科普斯-琼斯和阿比盖尔·斯皮尔斯组合。同年在米尔杜拉首次进入ITF女子巡回赛决赛。
2016年，她获得了布里斯班国际赛的单打资格赛外卡，但她输给了最后进入正赛半决赛的萨曼莎·克劳福德，在同年的霍巴特国际赛上她终于获得了巡回赛首胜，她击败了丹卡·科维妮奇。不过她在该赛事的双打比赛中与娅尔米拉·盖多绍娃合作进入了决赛。她在2016年澳大利亚网球公开赛上也获得了外卡，但在首轮输给了赛会9号种子卡罗琳娜·普利斯科娃。同年，她首次代表澳大利亚队参加联合会杯，首战多米尼卡·齐布尔科娃输球。随后她因为右肘伤病推出了赛季剩余比赛。
在2019年布里斯班国际赛上她作为外卡球员首胜TOP10球员黛莉亚·卡萨特金娜。在稍后的2019年澳大利亚网球公开赛上，她击败唐娜·維基奇获得了大满贯首胜，并历史性进入了第三轮，这是她在大满贯赛事的最好成绩。在当年温网后，她又因为肘伤退出赛季。直到18个月后踩在2021年雅拉山谷精英赛上复出。
因伤休息11个月后，比勒尔在2022年墨尔本夏季系列赛1女单资格赛上击败了玛蒂娜·特雷维桑。
她在2023赛季取得了重要突破，她在2023年澳大利亚网球公开赛女子单打比赛中进入第2轮，并在混合双打比赛中与土方凛辉合作进入第2轮，这是她在大满贯混双赛事的最好成绩。以及在2023年梅里达网球公开赛进入8强。

## 职业生涯表现
指引：
| W | F | SF | QF | #R | RR | LQ (Q#) | A | P | Z# | PO | SF-B | F-S | G | NMS | NH | NQ |

W：冠軍；F：亞軍；SF：四強；QF：八強；#R：前四輪；RR：小組賽；LQ：止步資格賽；A：缺席；P：比赛延期；Z#：戴维斯杯/联合会杯组别赛（#表示级别）；PO：參與戴維斯盃/联合会杯附加赛；SF-B：奧運會銅牌；F-S：奧運會銀牌；G：奧運會金牌；NMS：非ATP1000大師賽系列；NH：該賽事本年度未舉行；NQ：未入圍。

### 单打
| 巡回赛             | 2016 | 2017 | 2018 | 2019 | 2020 | 2021 | 2022 | 2023 | W–L |
| ------------------ | ---- | ---- | ---- | ---- | ---- | ---- | ---- | ---- | --- |
| 网球大满贯         |      |      |      |      |      |      |      |      |     |
| 澳大利亚网球公开赛 | 1R   | A    | Q1   | 3R   | A    | 1R   | Q3   | 2R   | 3–4 |
| 法国网球公开赛     | A    | A    | A    | Q1   | A    | A    | A    |      | 0–0 |
| 温布尔登网球锦标赛 | A    | A    | A    | Q1   | NH   | A    | A    |      | 0–0 |
| 美国网球公开赛     | A    | A    | A    | A    | A    | A    | Q2   |      | 0–0 |
| 胜-负              | 0–1  | 0–0  | 0–0  | 2–1  | 0–0  | 0–1  | 0–0  | 1–1  | 3–4 |
| WTA1000巡回赛      |      |      |      |      |      |      |      |      |     |
| 加拿大网球公开赛   | A    | A    | A    | A    | NH   | A    | Q1   |      | 0–0 |

## WTA巡回赛决赛

### 双打: 1 (亚军)
| 图例          |
| ------------- |
| 网球大满贯    |
| WTA 1000      |
| WTA 500       |
| WTA 250 (0–1) |

| 按场地类型 |
| ---------- |
| 硬地 (0–1) |
| 泥地 (0–0) |
| 草地 (0–0) |
| 地毯 (0–0) |

| 结果 | 胜-负 | 日期      | 巡回赛                 | 级别      | 场地 | 搭档            | 对手                       | 比分     |
| ---- | ----- | --------- | ---------------------- | --------- | ---- | --------------- | -------------------------- | -------- |
| 负   | 0–1   | 2016年1月 | 霍巴特国际赛, 澳大利亚 | WTA国际赛 | 硬地 | 娅尔米拉·沃尔菲 | 韩馨蕴 克里斯蒂娜·麦克哈尔 | 3–6, 0–6 |

## 备注
1. ↑  WTA国际巡回赛在2021年更名为WTA250巡回赛。